# Jerzy Szaniawski

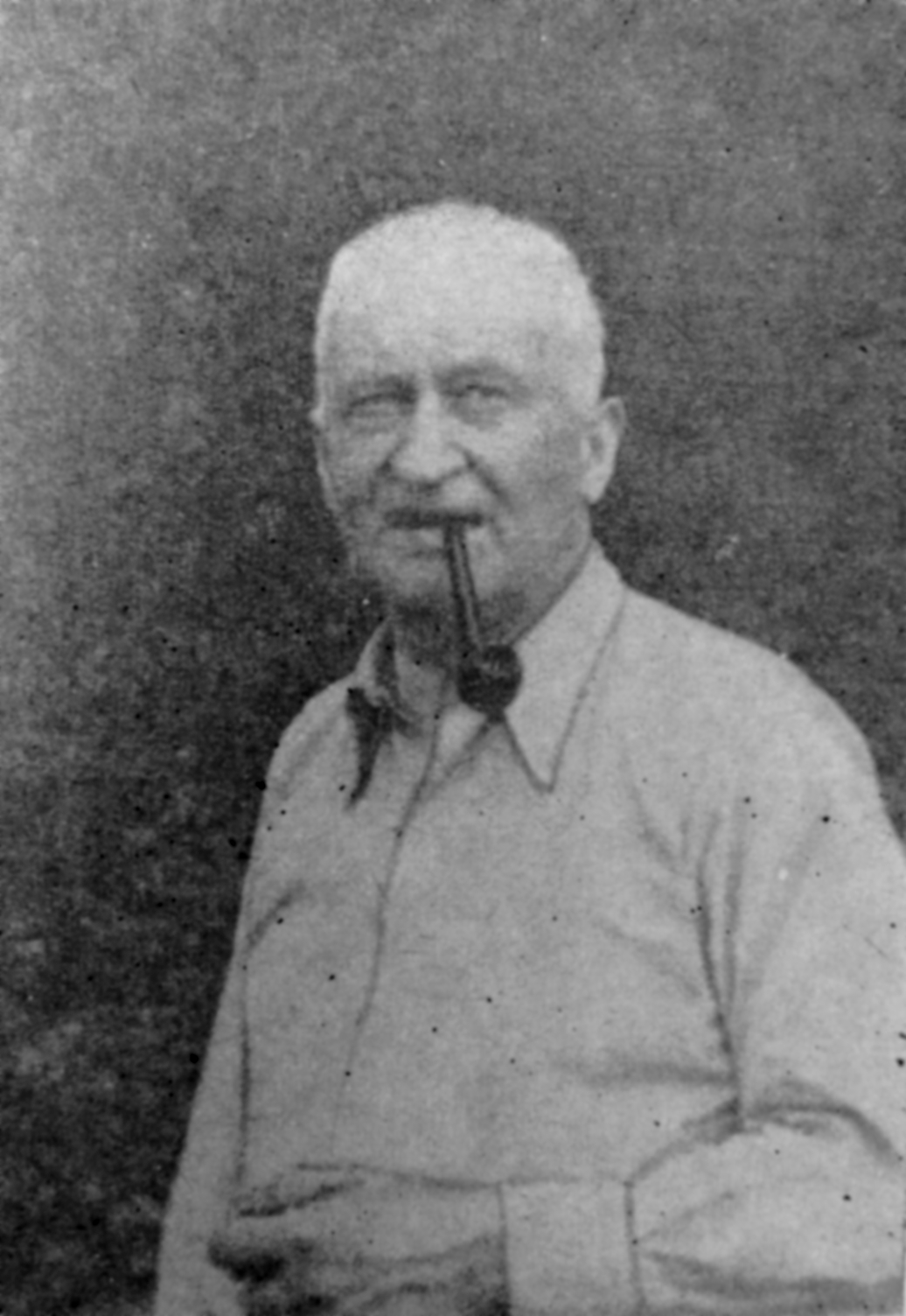
Jerzy Szaniawski

Jerzy Szaniawski (* 10. Februar 1886 in Zegrzynek bei Pułtusk; † 16. März 1970 in Warschau) war ein polnischer Schriftsteller.
Szaniawski als Sohn eines Gutsbesitzers geboren und studierte Landwirtschaft. Seine ersten literarischen Veröffentlichungen waren kurze Novellen, 1917 wurde sein erstes Theaterstück aufgeführt. Er verfasste Humoresken, einen Roman und symbolistische Dramen, die ihn zu einem der wichtigsten polnischen Dramatiker der ersten Hälfte des 20. Jahrhunderts machten. Über sein Stück Zwei Theater von 1945 schrieb die Herausgeberin Jutta Janke 1966: „Mit der Ergänzung des realistischen ‚Spiegeltheaters‘ durch das ‚Traumtheater‘ mit seiner Synthese von Ratio und Sentiment ist Szaniszawskis Stück ein echtes Bindeglied zwischen Tradition und Moderne.“

## Werke (Auswahl)
- Żeglarz, 1925
- Adwokat i róże, 1929
- Most, 1933
- Dwa teatry, 1945 (UA 1946)